# Leon Narwicz
Leon Narwicz, ros. Леон Нарвич, Лев Нарвич, także Leon Narvich, León Druan (ur. 1911, zm. 1938 w Barcelonie) – polsko-żydowsko-rosyjski działacz robotniczy i rewolucyjny, związany z ruchem komunistycznym w Rosji, w Polsce, w Belgii i we Francji. Uczestnik wojny domowej w Hiszpanii, Dąbrowszczak, komisarz polityczny. Agent radzieckich służb specjalnych i hiszpańskiego kontrwywiadu wojskowego Servicio de Información Militar, zaangażowany w infiltrację i dezintegrację środowisk POUM. Został zastrzelony przez bojówkę trockistowską w Barcelonie.

## Rodzina, dzieciństwo i młodość

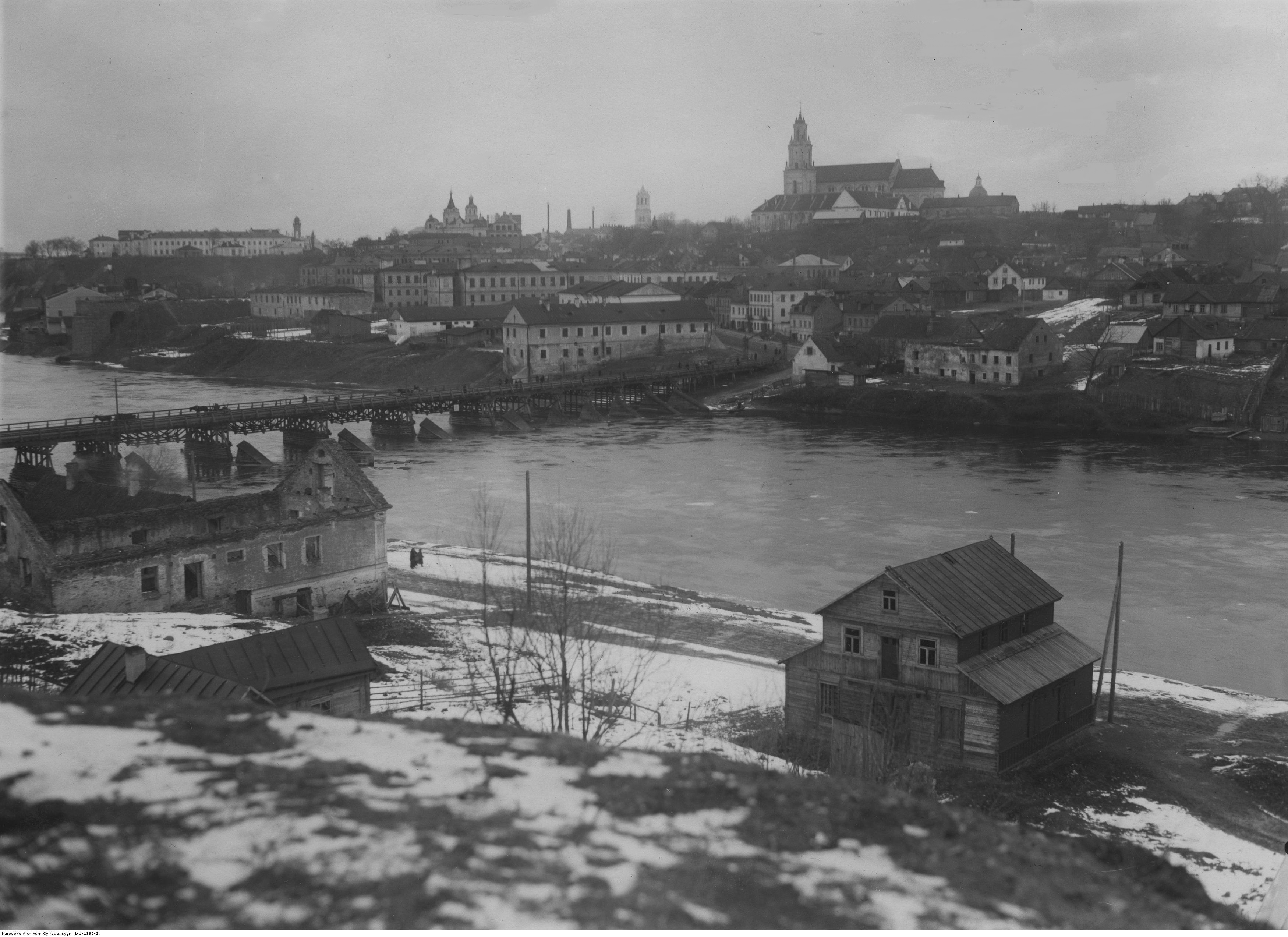
Grodno, lata 20.

Rodzice Narwicza nie są znani z nazwiska; wiadomo, że w początkach lat 10. XX wieku mieszkali na znajdującej się w Imperium Rosyjskim części Ukrainy. Według niektórych źródeł należeli oni do środowiska rosyjskich Żydów, ale w historiografii Narwicz bywa też określany jako Rosjanin lub Polak. Ojciec był zaangażowany w działalność rewolucyjną i po ustanowieniu władzy bolszewików w Rosji został skierowany na Białoruś, gdzie pełnił funkcje komisarza kontyngentowego. W roku 1921 został zamordowany, zdaniem syna przez kułaków; zbrodnia mogłaby mieć miejsce w związku z kolektywizacją wsi.
Nie wiadomo, kto wychowywał Leona po śmierci ojca; wg niepewnych źródeł prowadził wędrowny tryb życia, być może jako młodociany włóczęga. W połowie lat 20. jako nastolatek Narwicz znalazł się w Odessie. W niejasnych okolicznościach stamtąd dotarł statkiem do Gdańska, a następnie do Polski; osiadł na stałe w Grodnie. Tam zaangażował się w ruch robotniczy, m.in. biorąc udział w demonstracjach bezrobotnych i współpracując z Komunistyczną Partią Polski; w roku 1926 został aresztowany i w więzieniu przebywał 3 miesiące. W drugiej połowie lat 20. wyjechał do Niemiec, gdzie osiągnął pełnoletniość.

## Działalność rewolucyjna

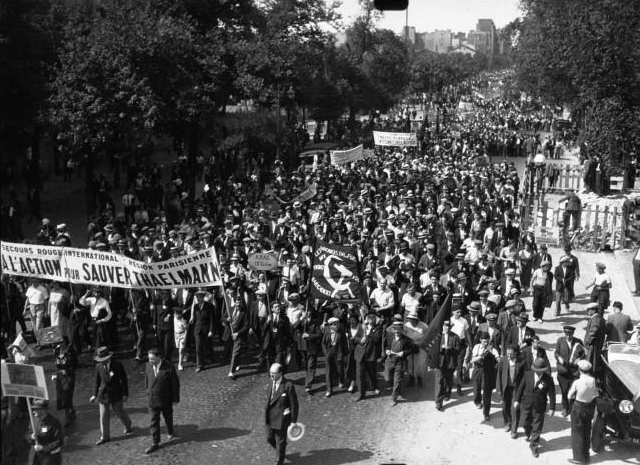
Paryż, pochód PCF, lata 30.

Do roku 1931 Narwicz pracował w Międzynarodowym Klubie Żeglarzy w Bremie. Pracę przerwał, żeby zaokrętować się jako marynarz na statek, na pokładzie którego odbywał rejsy m.in. do Afryki. W roku 1932 przeniósł się do Belgii i zaangażował w górniczy ruch strajkowy w zagłębiu węglowym w Borinage. Zatrzymany przez policję i represjonowany, wyjechał do Antwerpii; był tam sekretarzem nielegalnego stowarzyszenia robotników, głównie emigrantów rosyjskich i ukraińskich. Został ponownie aresztowany; nie wiadomo, czy skazano go wyrokiem sądowym. Spędził w więzieniu 8 miesięcy i wyszedł na wolność na mocy amnestii.
Z wilczym biletem i bez perspektywy zatrudnienia w Belgii, Narwicz wyjechał do Francji. Nie wiadomo, gdzie początkowo pracował i mieszkał, potem osiadł w Paryżu. Wstąpił do Komunistycznej Partii Francji i w połowie lat 30. był jej aktywnym działaczem, zwłaszcza w grupującej emigrantów rosyjskiej sekcji PCF. Działał także w Związku Powrotu (Союз возвращения). Była to działająca od lat 20. organizacja, skupiająca proradziecką emigrację paryską; finansowana i kontrolowana przez ZSRR, była ona faktycznie platformą szpiegowską radzieckich służb specjalnych. W tym okresie mieszkał z Rosjanką, którą przedstawiał jako swoją żonę Emmę.

## Dąbrowszczak: służba frontowa

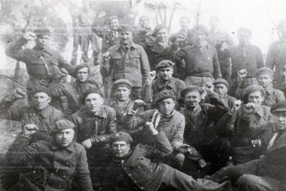
Dąbrowszczacy, 1937

W początkach sierpnia 1936 PCF wysłała Narwicza do Hiszpanii. Nie jest jasne, jaka była jako początkowa rola; wiadomo, że już latem walczył na froncie aragońskim pod Huesca. Przydzielono go do oddziału karabinów maszynowych, wspomagającego republikańską artylerię. Jesienią 1936, po rozpoczęciu formowania Brygad Międzynarodowych, został do nich skierowany jako komisarz polityczny. W listopadzie 1936 walczył m.in. na Casa de Campo, broniąc Madrytu.
Dokładna przynależność organizacyjna Narwicza jest niejasna. Według jednych źródeł służył w Batalionie im. Komuny Paryskiej we frankofońskiej XIV Brygadzie. Według innych był raczej członkiem Kompanii im. Mickiewicza we wczesnym okresie XIII Brygady, zanim jeszcze przekształcono ją w jednostkę o głównie polsko-słowiańskim charakterze. Pojawiają się też informacje o jego służbie w „Batalionie im. Mickiewicza” w XIII Brygadzie. Niektóre wspomnienia przedstawiają go jako komisarza politycznego bliżej niezidentyfikowanego, „trockistowskiego” batalionu. Niektórzy historycy twierdzą, że był nie komisarzem politycznym, ale dowódcą Kompanii im. Mickiewicza i że latem 1937 roku kierował nią podczas walk pod Brunete; został ranny w płuca, nie wiadomo w tej czy innej bitwie.

## Dąbrowszczak: szpieg i prowokator

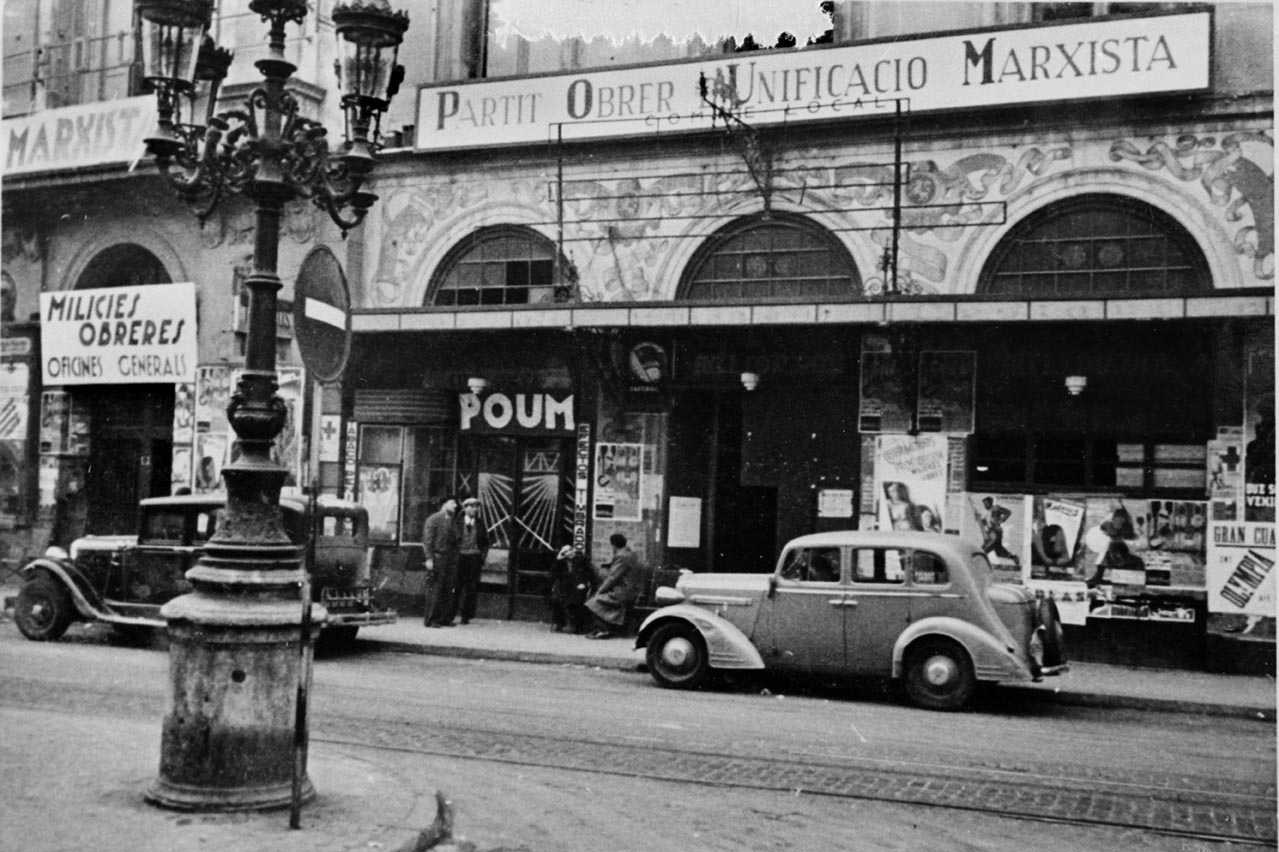
Siedziba POUM, Barcelona

Wiosną 1937 – prawdopodobnie w okresie przerwy między okresami służby frontowej – Narwicz przebywał w Barcelonie. Brytyjscy ochotnicy podejrzewali go potem o szpiegowanie placówki Independent Labour Party w mieście, skąd jakoby wynosił i kopiował dokumenty. Przed tzw. Wydarzeniami Majowymi miał wejść w kontakt z przywódcami POUM, w tym z Andreú Ninem; przedstawiał się jako rosyjski komunista-opozycjonista, wrogi dyktaturze Stalina. Zdaniem niektórych historyków Narwicz już od pewnego czasu był na służbie radzieckiego wywiadu jako funkcjonariusz lub agent NKWD. Podejrzewano go, że latem 1937 miał znaczny udział w aresztowaniu Nina. W październiku 1937 otrzymał urlop zdrowotny, który spędził na rekonwalescencji w Paryżu. Pozostawał tam w kontakcie ze Związkiem Przyjaciół Ojczyzny Radzieckiej, kolejną wersją organizacyjną Związku Powrotu.
Pod koniec roku 1937 lub w początkach roku 1938 Narwicz powrócił do Hiszpanii. Nie został jednak skierowany do służby liniowej, ale otrzymał przydział do Barcelony. Formalnie był członkiem 4. Batalionu w XIII. Brygadzie; miał stopień kapitana. Na przełomie lat 1937/38 jego główne zadanie polegało na demaskowaniu i dezorganizacji domniemanej trockistowskiej konspiracji, zwłaszcza w XII. i XIV. Brygadzie Międzynarodowej. Jako „León Druan” przeniknął do Sección Bolchevique-Leninista de España (SBLE), trockistowskiej organizacji działającej w Barcelonie; raporty składał m.in. bezpośrednio do jednego z liderów Brygad, Luigi Longo. Dzięki jego informacjom służby republiki aresztowały 40 członków SBLE i POUM.

## Dąbrowszczak: śmierć

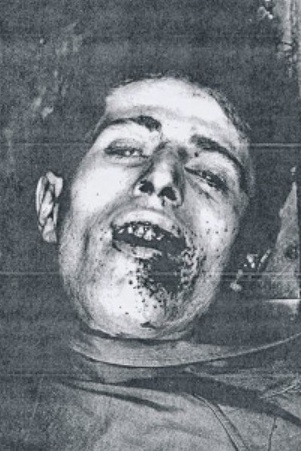
Zwłoki Narwicza

W środowisku barcelońskich trockistów Narwicz został jakoby zdemaskowany dzięki zamieszczonemu w oficjalnej prasie republikańskiej zdjęciu, gdzie pod swoim prawdziwym nazwiskiem występował w otoczeniu komunistycznego dowódcy i znanego stalinisty, Enrique Listera. Pozostali jeszcze na wolności liderzy POUM i SBLE zorientowali się, że prawdopodobnie są infiltrowani przez radzieckie i republikańskie służby specjalne; zaczęli też domniemywać o istnieniu związku między wcześniejszymi wizytami Narwicza w siedzibie partii i zniknięciem, a następnie prawdopodobnie zabójstwem Nina. Pod pretekstem przekazania ważnych informacji, jeden z aktywistów poprosił Narwicza o spotkanie.
10 lutego 1938 wieczorem Narwicz został znaleziony martwy na ulicy Calle Legalidad w Barcelonie; na ciele było kilka ran postrzałowych (w tym w głowę), nie zniknęły natomiast jego dokumenty, broń i pieniądze. Służby Brygad w porozumieniu ze służbami republikańskimi wszczęły śledztwo, po którym aresztowano trzy osoby; Trybunał ds. Szpiegostwa i Zdrady Głównej, jeden z rewolucyjnych organów sądowniczych powołanych w czasie wojny, szybko skazał podsądnych na karę śmierci. Ostatecznie nie zostali oni straceni i po około roku opuścili Hiszpanię. Pomimo aresztowań kolejnych podejrzanych, ostatecznie sprawa tak domniemanego szpiegostwa jak morderstwa Narwicza nie została w sposób bezdyskusyjny wyjaśniona. Niektórzy historycy twierdzą jednak jednoznacznie, że Narwicz został zastrzelony w odwecie za zabójstwo Nina.

## W historiografii

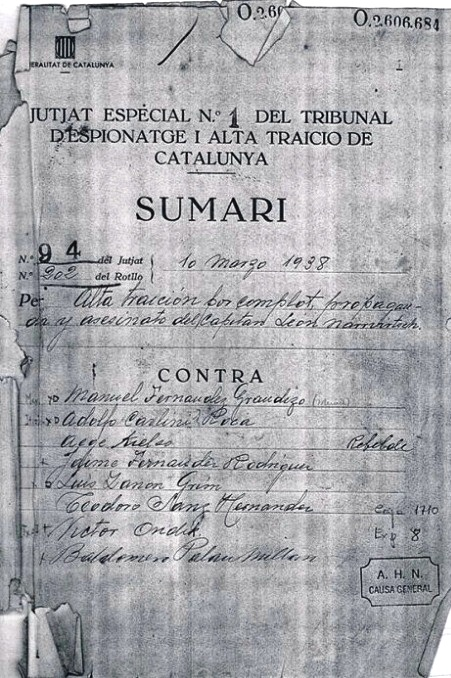
Akta procesowe

Istnieje teoria, że Narwicz nie zginął w Hiszpanii, ale został odwołany do ZSRR i zginął tam w roku 1939 w trakcie kolejnej fali czystek. Jednak ponieważ w katalońskich archiwach znajdują się dokumenty, związane z procesem domniemanych zabójców Narwicza, teoria ta uważana jest za niewiarygodną. Zestaw tych archiwaliów zawiera m.in. zeznania oskarżonych. Te dokumenty – uzupełnione o wspomnienia opublikowane przez różne osoby nieraz dekady później – są dotąd głównym źródłem informacji nt. Narwicza. Jak dotąd, żaden z historyków nie dotarł do dotyczących go dokumentów w archiwach rosyjskich, polskich, niemieckich, belgijskich czy francuskich.
W hiszpańskim dyskursie publicznym nazwisko Narwicza pojawiło się wyjątkowo w roku 1963 podczas procesu Juliana Grimau, oskarżanego m.in. o torturowanie w roku 1938 podejrzanych o zabójstwo Narwicza. Poza jednym paradokumentalnym tekstem i broszurą nt. stalinowskich represji w Barcelonie, Narwiczowi nie poświęcono żadnej monografii. W historiografii hiszpańskiej wspominany jest marginalnie w związku ze śmiercią Nina lub procesem Grimau. W historiografii rosyjskiej pojawia się w nawiązaniu do działalności NKWD w Hiszpanii. W historiografii polskiej Narwicz jest praktycznie nieobecny. W okresie PRL był wymieniany jako Dąbrowszczak w bardzo niewielu publikacjach, jednak tylko w związku z jego służbą liniową. Obecnie wzmiankowany jest wyjątkowo tak w publikacjach naukowych jak popularnych i raczej w związku z kwestią infiltracji POUM, niekiedy całkowicie błędnie.

## Literatura
- J.A. [Juan Andrade], L’Affaire León Narvitch, [w:] Cahiers León Trotsky 3 (1979), s. 133–135
- Agustín Guillamón, El terror estalinista en Barcelona, Valencia 2018
- Jaume Moreno, L’Afer Narwicz, [w:] L’Avenç. Revista d’Història 355 (2010), s. 46–49